# Blåbärskriget
Blåbärskriget är en svensk komedifilm från 2007 i regi av Lars-Göran Pettersson. I rollerna ses bland andra Piotr Giro, Radosław Smużny och Göran Forsmark.

## Om filmen
Inspelningen ägde rum mellan den 24 juli och 31 augusti 2006 i Bergslagen. Producenter var Peter Lund, Glenn Lund och Åke Lundström och fotograf Carl Magnus Lindström. Filmen klipptes av Peter Lund och premiärvisades 29 maj 2007 på en filmfestival i Jokkmokk. Den hade biopremiär 26 oktober 2007 på 42 orter runt om i Sverige och samma år utgavs den på DVD.

## Handling
En grupp bärplockare som blir lurade av uppköparen och bestämmer sig för att stjäla tillbaka de bär som de inte fått betalt för och som väl egentligen är deras egna. Två unga polska byggarbetare tar initiativ till bärstölden och möter under sin flykt ett Sverige som inte liknar den officiella bilden av landet.

## Rollista
- Piotr Giro – Stefan
- Radosław Smużny – Jerzy
- Göran Forsmark – Svante Sedvallsson
- Anitta Suikkari – Nadja, rysk bärköpare
- Tomas Norström – Bärkungen
- Marie Kühler – Ullabritten, näringslivsutvecklare
- Peter Flack – Grisgubben
- Olle Söderberg – Ivar
- Hasse Bengtsson – TV-journalisten
- Veronica Björnstrand – polischefen
- Kerstin Brezina – Franciszska
- Witold Daniec	– Ryszard, polsk turistattaché, Franciszkas man
- Josefine Edenvik – Marita, hemsamarit
- Niclas Ekholm – Jörgen, polis
- Lasse Forss – Börje, landshövdingen
- Titti Hansson	– fotografen
- Henrietta Helldin – Annika, polis
- Giovanni Indelicato – italiensk direktör
- Mats Jernudd – Janne, tv-chefen
- Cecilia Lundh	– Mäntyranta, Annikas syster
- Antoni Matacz – Marek
- Gunilla Orvelius – nya landshövdingen
- Julia Rosqvist – Monika
- Lars Petter Suikkari – norsk pojke
- Lennart Winberg – Rolle

## Mottagande
Filmen har medelbetyget 1,8/5 (baserat på nio recensioner) på sajten Kritiker.se, som sammanställer recensioner av bland annat film.